# Fédération Malagasy de Football
Die Fédération Malagasy de Football ist der nationale Fußballverband des afrikanischen Staates Madagaskar. Der Verband wurde 1961 gegründet und trat 1964 der FIFA bei. Im März 2008 wurde der Verband von der Regierung aufgelöst.
Anfang März 2008 verwüsteten mehrere hundert Fußball-Fans in der Hauptstadt Antananarivo das Stade Municipal de Mahamasina, daraufhin wurde der Fußballverband vom madagassischen Sportminister Patrick Ramiaramanana als Reaktion auf diesen Vorfall aufgelöst. Der Verbandspräsident schaltete deswegen die FIFA ein. Ein Ultimatum, die am 9. März beschlossene Auflösung des nationalen Verbandes unverzüglich zurückzunehmen und den gewählten Vorstand wieder arbeiten zu lassen, ließ die Regierung verstreichen. FIFA-Präsident Sepp Blatter verkündete daraufhin am 19. März 2008 den sofortigen Ausschluss der Fédération Malagasy de Football aus der FIFA. Nachdem die madagassische Regierung die Auflösung des Verbandes aufhob, beschloss die FIFA am 19. Mai 2008 die Aufhebung der Suspendierung des Verbandes.